# کولوشکی
کولوشکی (به لاتین: Koluszki، تلفظ: [kɔˈluʂkʲi]) یک شهرک در لهستان است که در شهرستان ووچ شرقی واقع شده‌است.

## خصوصیات
کولوشکی ۹٫۴۱ کیلومترمربع مساحت و ۱۳٬۴۰۷ نفر جمعیت دارد و ۲۱۱ متر بالاتر از سطح دریا واقع شده‌است.